# Gnophos atra
Gnophos atra är en fjärilsart som beskrevs av Otto Friedrich Bernhard von Linstow 1909. Gnophos atra ingår i släktet Gnophos och familjen mätare. Inga underarter finns listade i Catalogue of Life.